# Henry Morgan Dockrell

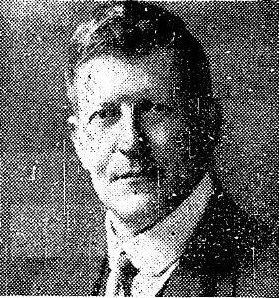
H. M. Dockrell (1948)

Henry Morgan Dockrell (* 1880 in Dublin; † 26. Oktober 1955) war ein irischer Geschäftsmann und Politiker.
Dockrell wurde 1880 in Dublin als Sohn von Maurice Dockrell geboren. Wie sein Vater betätigte auch er sich politisch. So wurde er 1932 für die Cumann na nGaedheal in den 7.  Dáil Éireann gewählt. Im Lauf der Jahre wurde Dockrell insgesamt fünf Mal wiedergewählt und gehörte dem Dáil Éireann bis 1948 an. Ab September 1933 saß er für die Fine Gael, in der die Cumann na nGaedheal aufgegangen war, im Unterhaus. Bei den Wahlen 1948 zum 12. Dáil konnte Dockrell seinen Sitz nicht verteidigen. Stattdessen wurde er in den Seanad Éireann gewählt, dem er bis 1951 angehörte. 
Seine Söhne Maurice und Percy Dockrell saßen später auch für die Fine Gael im Unterhaus.